# James F. Glynn
 (octobre 2023).
James F. Glynn est un lieutenant général de l'United States Marine Corps. Il occupe le poste de commandant adjoint pour les affaires de main-d'œuvre et de réserve du Corps des Marines depuis octobre 2022.
Il a commandé le commandement des opérations spéciales des forces du Corps des Marines des États-Unis de juin 2020 à mai 2022.

## Biographie

### Enfance, formation et débuts
Glynn est diplômé de l'École de base et du cours d'officier d'infanterie. Il sert au 3e Bataillon, 3e Marines de la Marine Corps Base Hawaii à Kaneohe comme commandant de peloton de fusiliers tout au long des opérations Désert, Shield/Desert Storm et plus tard en tant que commandant de peloton de mortiers de 81 mm.

### Carrière militaire
Glynn a été nommé dans le Corps des Marines des États-Unis en tant que sous-lieutenant en 1989 après avoir obtenu son diplôme de l'Académie navale des États-Unis.
En 2004 il a combattu en Irak à Falloujah.
En 2006-2007 il a combattu à Ramadi.
Il a occupé des postes d'état-major à : Marine Barracks, Washington, D.C. ; officier exécutif, 1er Bataillon, 4e Marines, Camp Pendleton ; Station de recrutement du Corps des Marines, San Antonio ; G-3, Future Operations, 1st Marine Expeditionary Force et directeur des opérations régionales (J3) Commandement des opérations spéciales – Afrique de mai 2010 à juillet 2011.
Glynn sert en Irak de 2006 à 2007 en tant que commandant de l'équipe de débarquement du 2e Bataillon, 4e Marines, 15e Marine Expeditionary Unit.
En tant que colonel, Glynn sert comme commandant du Marine Raider Training Center, anciennement connu sous le nom de MARSOC Special Operations School, de juillet 2011 à juillet 2013.
Les missions les plus récentes de Glynn incluent : Assistant militaire du Commandant adjoint du Corps des Marines de juillet 2013 à août 2015, puis directeur du Bureau de communication du Corps des Marines des États-Unis, Siège du Corps des Marines à partir de septembre 2015.
En 2017 Glynn a supervisé l’action des forces de la coalition  contre le groupe État islamique à Mossoul. Il était le commandant du Marine Corps Recruit Depot Parris Island en 2018-2020.
Jusqu'en juin 2017 , il est Général commandant adjoint de la Force opérationnelle interarmées des opérations spéciales, Operation Inherent Resolve (Forward) de juillet 2017 à juillet 2018 ; Général commandant du dépôt de recrues du Corps des Marines de Parris Island et de la région de recrutement de l'Est et a pris ses fonctions de commandant du Commandement des opérations spéciales des forces maritimes des États-Unis le 26 juin 2020,. Par la suite, il est devenu commandant général adjoint du Commandement de la formation et de l'éducation du Corps des Marines des États-Unis.
En 2020-2022, il était le commandant de United States Marine Corps Forces Special Operations Command.
Depuis 2022, il est commandant de Corps des Marines,,,,,,,.
Le 6 septembre 2022, Glynn a été nommé pour une promotion au grade de lieutenant général et pour une affectation en tant que commandant adjoint pour les affaires de main-d'œuvre et de réserve du Corps des Marines des États-Unis,. Sa nomination a été confirmée par un vote vocal du Sénat le 29 septembre 2022.
Le 23 octobre 2023, le président Joe Biden l'envoie dans une délégation d'officiers, pour conseiller les FDI pendant la guerre à Gaza sur la base de leur expertise au combat contre l'Etat islamique à Mossoul,,.
| Decorations militaires | Decorations militaires |
| ---------------------- | --- |
|                        | Defense Superior Service Medal - Médaille du service supérieur de la Défense avec dispositif « C » et grappe de feuilles de chêne en bronze |
|                        | Legion of Merit - avec étoile d'or |
|                        | Bronze Star Medal - Médaille Étoile de Bronze                                                                                               |
|                        | Purple Heart - Cœur violet |
|                        | Meritorious Service Medal - Medalla de servicio meritorio con estrella de oro                                                               |
|                        | Navy & Marine Corps Commendation Medal - Médaille de mention élogieuse de la Marine et du Corps des Marines avec étoile d'or                |
|                        | Navy & Marine Corps Achievement Medal - Médaille d'excellence de la Marine avec dispositif de distinction de combat et étoile d'or          |
|                        | Combat Action Ribbon - Ruban de combat avec étoile d'or                                                                                     |
|                        | Joint Meritorious Unit Award - Prix de l'unité méritoire conjointe avec grappe de feuilles de chêne                                         |
|                        | Navy Unit Commendation - Mention élogieuse de l'unité navale avec trois étoiles de service en bronze                                        |
|                        | Navy Meritorious Unit Commendation - Mention élogieuse de l'unité navale - Mention élogieuse de l'unité méritoire de la Marine              |
|                        | Marine Corps Expeditionary Medal - Médaille expéditionnaire du Corps des Marines                                                            |
|                        | National Defense Service Medal' - Médaille du service de la Défense nationale avec étoiles de bronze                                        |
|                        | Armed Forces Expeditionary Medal Médaille expéditionnaire des forces armées                                                                 |
|                        | Southwest Asia Service Medal - Médaille du service en Asie du Sud-Ouest avec deux étoiles de campagne en bronze                             |
|                        | Iraq Campaign Medal - Médaille de la campagne en Irak avec deux étoiles de campagne en bronze                                               |
|                        | Inherent Resolve Campaign Medal - Médaille de campagne de résolution inhérente avec étoile de campagne                                      |
|                        | Global War on Terrorism Expeditionary Medal ribbon Médaille expéditionnaire de la guerre mondiale contre le terrorisme                      |
|                        | Global War on Terrorism Service Medal - Médaille du service de la guerre mondiale contre le terrorisme                                      |
|                        | Humanitarian Service Medal - Médaille du service humanitaire avec étoiles de campagne en bronze                                             |
|                        | Navy Sea Service Deployment Ribbon - Ruban de déploiement du service maritime de la Marine avec étoiles de service d'argent et de bronze    |
|                        | Marine Corps Recruiting Service Ribbon - Ruban du service de recrutement du Corps des Marines                                               |
|                        | Kuwait Liberation Medal (Saudi Arabia) - Médaille de libération du Koweït (Arabie Saoudite)                                                 |
|                        | Kuwait Liberation Medal (Kuwait) - Médaille de libération du Koweït (Koweït)                                                                |